# ドライスーツ
ドライスーツとは、内部に水が浸入しない保護スーツである（内部に水が浸入するものは、ウェットスーツという）。

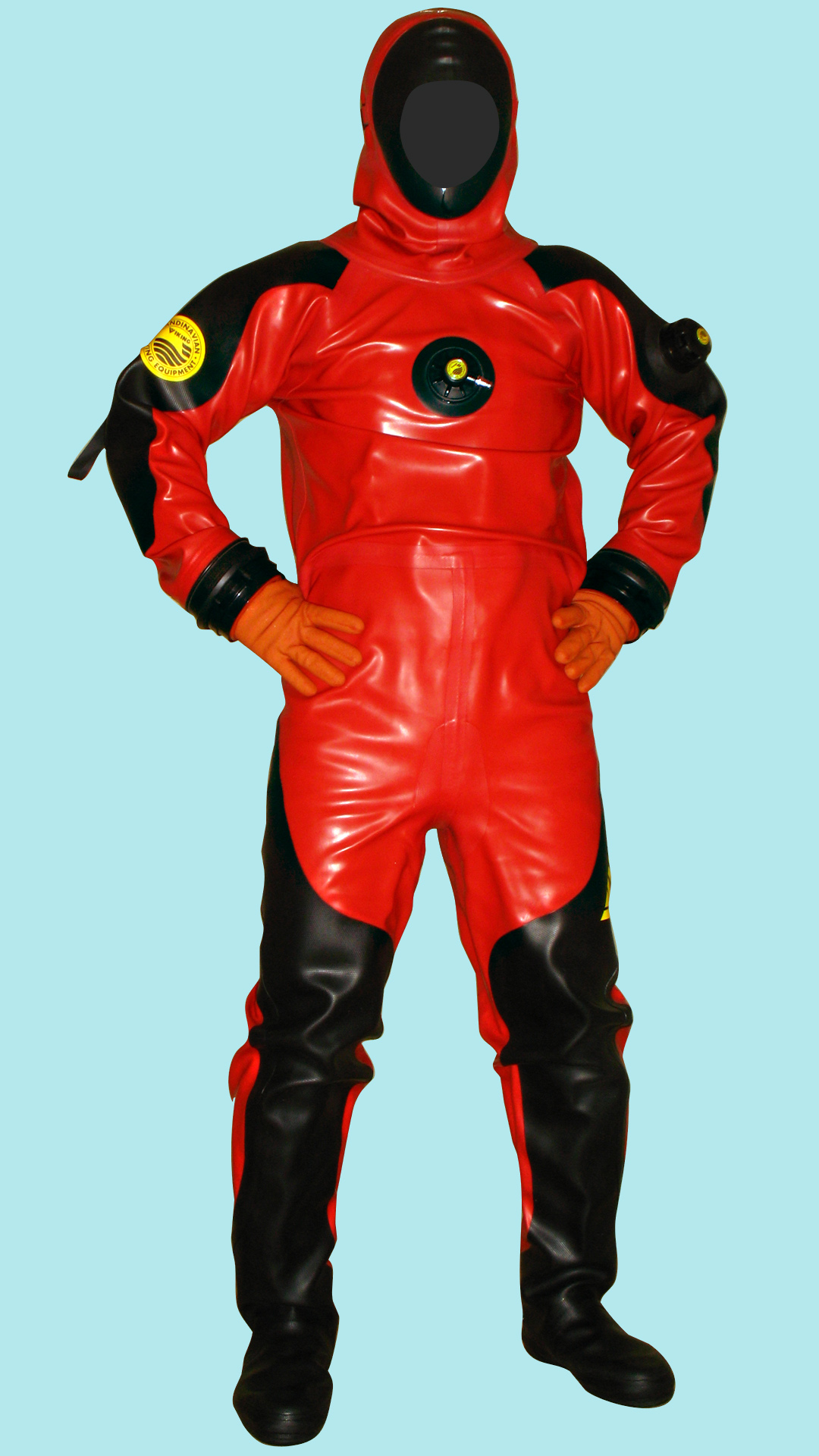
汚染水域等での潜水時に着用される、加硫ゴム生地を用いたフード一体型のシェルドライスーツ

## 概説
着用者の身体が外部の水に触れることがないため、気温や水温が低い時期や、汚染された水域での着用に適している。型は全身一体のワンピース型で、特に潜水用のものではブーツ、時にはフードやグローブまでもが一体となっている。生地の接合部は各種の方法で水密に仕上げる。身体とスーツの間に何らかのアンダーウェアや専用インナーを着用することが多いため、ウエットスーツよりもルーズフィットに仕立てる場合が多い。
着脱は防水ファスナー等の水密構造を有する開口部を通じて行い、さらに柔らかいゴムでできた防水性シールにより首、手首、足首からの水の浸入を防いでいる。スクーバダイビングに用いられるドライスーツは、レギュレータから供給された空気を、スーツに設けたバルブから内部に送り込むことで、水圧下での締め付け（スーツスクイズ）を回避するとともに、浮力の調整ができるようになっている。逆に言えば、スーツ内に空気を送り込むことができないスキンダイビングでは、スーツスクイズの問題を解決できず、また潜行するにしたがって浮力が失われ、最悪の場合浮上が不可能になることから、スキンダイビングでドライスーツを着用することはできない。
ヘルメット潜水で使用される潜水服も、ドライスーツの一種である。
なお、セミドライスーツと呼ばれる保護スーツもあるが、これはドライスーツというよりもウェットスーツの一形態である。詳しくは、当該記事参照。

## 形態
ドライスーツは、以下の2種に大別される。

### ネオプレンスーツ
ウェットスーツに用いられるのと同様の発泡クロロプレン生地を用い、身体に対し比較的タイトフィットに仕立てたスーツである(ルーズフィットに仕立てることも不可能ではないが、この場合、ネオプレンスーツとシェルスーツ、両者の欠点を併せ持つスーツになってしまう)。生地がある程度の保温性を有するためアンダーウェアは必要ないか、薄いものでよく、また、内部に水が浸入してしまった場合(俗に水没という)でも、セミドライスーツ同等の保温性が確保できる。反面、タイトフィットに仕立てる関係上あまり厚いアンダーウェアを着用することは不可能であるため、あまりに冷たい水中での使用には制約があり、また保温性を落とすことはできないため、水温が高い場合の使用には向いていない。発泡ネオプレン固有の欠点として、生地の中に気泡を有するため周囲の水圧により保温性が変化し、またピンホールが生じやすく耐久性に劣る欠点がある。タイトフィットなため、水中での運動性に優れる利点があるが、反面陸上での運動性は制約される。日本国内で流通するドライスーツの大多数がこの素材･形状である。エントリーモデルでは6～8万円程度、フルオーダーの上位品で20万円超というのが2012年時点での価格である。

### シェルスーツ
生地に防水性の布地を用い、身体に対し比較的ルーズフィットに仕立てたスーツである。生地自体の保温性はほとんどなく、別途スキーウェア状のインナーウェアを着用して必要な保温性を確保する。インナーウェアの選択次第で、アイスダイビング等の極寒環境から、水温が高い場合まで対応できる。ルーズフィットのため、水中での運動性はネオプレンスーツと比較するとやや劣ると言う説もあるが、陸上での運動性は一般に優れる。また、生地の伸縮性は必須ではないため、強度や耐久性に優れた素材を使用でき、さらに水圧による保温性や浮力の変化がない利点がある。ネオプレンスーツとの最大の違いは、重量と容積である。価格はネオプレンとさほど変わらず、むしろ流通量が少ない分、メーカー在庫等も少なく、納期に時間がかかる場合がある。
また、この保温用インナーウェアは、ドライスーツ専用の製品だけでなく、日常にある普段着から選ぶこともできる。

その場合、一般的には、着用時に密封によってスーツと体表の間の空間の湿度が100％となるため、汗を吸わないポリエステルのフリースやウールのセーター、吸湿速乾性に優れる各種化学繊維で作られたスポーツウェアの長袖シャツや長タイツ等を複数枚重ね着することが推奨されている。汗を吸収する綿衣類を中心にインナーウェアを準備した場合、綿が汗を吸うことによって薄手のスーツを通じて海中の低温が容易に体表に届いてしまうようになるため、保温効果に劣るとされるからだが、各人の好みによってはこの限りではない。加えて、これらのインナーウェアは、フードやボタン、クリップ、ジッパー、留め金などの潜水時にスーツ内で破損の原因に成り得る装飾がないものが望ましい。
ネオプレンスーツ、シェルスーツそれぞれの利点を活かした、ネオプレンスーツの下半身と、シェルスーツの上半身を組み合わせた製品もある(現在ではない)。日本では、スクーバダイビング用としてはネオプレンスーツが圧倒的に多く使われているが、欧米、特に米国ではシェルスーツが使用される場合も多い。
スクーバダイビング以外の用途には、ネオプレンスーツが使われる場合とシェルスーツが使われる場合がある。例えばサーフィンではネオプレンスーツが主として使われ、セーリングや水上オートバイ、ウェイクボード、水面レスキュー活動などではシェルスーツが使われる場合が多い。水上での活動に使われる場合、水圧の影響がないため潜水用スーツよりも簡易な構造で十分な浸水防止が可能であり、潜水用としてはセミドライスーツとして扱われる程度の構造のものもドライスーツとして扱われている。

## 素材

### ネオプレンスーツ用の素材

#### 発泡クロロプレンゴム
ウェットスーツに用いるものと同様の生地である。ドライスーツ用としては、ピンホールの発生を極力避けるため、比較的硬いグレードが選択される。低水温での着用が前提となることから、ウェットスーツの場合と比較して裂けの発生は深刻な問題であり、強度面で劣るスキン地は使用できない。外面はジャージタイプ、内面はジャージまたは起毛タイプのものを用いことがほとんどである。

#### ラジアルコーティング
発泡クロロプレンゴム生地の外面に、(気泡を含まない)ゴムなどの非吸水性素材をコーティングしたものである。内面は通常のクロロプレン生地と同様である。表面の吸水性が非常に低いため、汚染物質の除去が容易なこと、浮上後気化熱により冷やされることがないこと等の利点があり、日本のコマーシャルダイビングにおいては主流の素材になっている。通常の発泡クロロプレン生地と比較すると若干伸縮性すなわち運動性に劣ること、また生地が重くなることが欠点として挙げられる。

### シェルスーツ用の素材

#### 圧縮ネオプレン
硬度の高い発泡クロロプレン生地であり、また内部の気泡の圧力を高めている。通常の発泡ネオプレンの欠点である、圧力による体積変化と、それに伴う浮力、保温性の変化を抑制した素材であるが、反面伸縮性が犠牲になっているため、これを用いたスーツはあまりタイトフィットにできず、シェルスーツ用の素材である。

#### バイラミネート
ゴム、プラスチック等の防水性フイルムの片面に、繊維質の布帛を貼り合わせた素材である。軽量なスーツを製造できるが、強度面では他の素材と比べ劣る。

#### トリラミネート
ゴム、プラスチック等の防水性フイルムの両面に、ナイロン、ポリエステル等の繊維質布帛を貼り合わせた素材である。防水層が外部に露出していないため、防水層の損傷による浸水が発生しにくく、また強度面でも優れるなど特性のバランスが取れていることから、レクリエーショナルダイビング用シェルスーツの高級モデルには、この素材を使用したスーツが多い。

#### 加硫ゴム
ポリエステル織物などの基材に、天然ゴム/EPDMゴムブレンド、水素添加ニトリルゴム等のエラストマーをコーティングした素材である。近代的な加硫ゴム製ドライスーツは、この素材の生地を未加硫の状態で一体に接合した後、金属製のマネキンに被せ、大きな加硫釜に入れて熱加硫することで製造される。この工法によれば、部材が完全に接合するので、防水性や防水信頼性に非常に優れたドライスーツができあがる。表面の吸水性が非常に低いため(実質的にゼロ)、汚染物質の除去が容易であり、素材に吸収された水分の気化熱による浮上後の体温損失がない。また、ピンホールの修理をタイヤチューブのパンク修理同様の方法で容易かつ迅速に行うことができる。これらの利点により、欧米のコマーシャルダイビングや、南極等極寒地でのダイビングにおいては主流の素材となっている。生地が重く嵩張ること、また製造に使用するマネキンをサイズ毎に準備する必要があることから小刻みなサイズ設定ができないことが欠点である。
ヘルメット潜水に用いられる伝統的な潜水服もこの素材でできているが、上記とは異なり、生地の状態であらかじめ加硫した部材を接着剤で接合することで製作される。表面の吸水性が低い等の特徴は同じであるが、防水信頼性の点では上記の方法で製作されたものと比較すると劣る。

#### 防水透湿生地
ゴアテックス等の、水蒸気は通すが液体は通さない生地を用いたドライスーツがある。激しい運動をしても蒸れにくい利点があるためヨット、セイルボード、水上オートバイ用等、主として水上での活動になる用途のスーツに用いられることが多い。一方、水中ではその利点を得ることができないばかりか、むしろ徐々に水が内部に浸入することになるため、潜水用のスーツに用いられることは皆無ではないが、まれである。

## 部品

### 防水ファスナー
２枚の弾性シートをエレメントで締め付けることで水の浸入を防ぐようにしたファスナーである。耐水性によりライトデューティータイプ、ミディアムデューティータイプ、ヘビーデューティータイプの３種に大別される。後者の方が耐水性、耐久性とも高いが、価格が高価になるのみならず、柔軟性が犠牲になる欠点がある。水面での活動にのみ用いられるドライスーツではライトデューティータイプのファスナーを使ったものがあり、作業潜水等に用いられるドライスーツにはヘビーデューティータイプのファスナーを使ったものもあるが、一般にはミディアムデューティータイプのものが多く用いられている。
なお、ごく一部のドライスーツには防水ファスナーを用いないタイプも存在する。それはＯ式と呼ばれる構造で、胸に大きく開いた開口部を専用のヒモで縛る方式であり、主としてコマーシャルダイバー（職業ダイバー）用として古くから使われている。

### シール
首、手首あるいは（ブーツが着いていない場合）、足首などの開口部に設けられる。表面は平滑で、着用者の皮膚に密着することで水の浸入を防ぐようになっている。素材としては発泡クロロプレンのうち、特に伸縮性の高いタイプのもの、あるいはラテックスが通常用いられる。後者の方が耐久性は劣るが水密性や快適性・伸縮性に優れ、着脱も容易になることから特に男性に比べて首が細い場合が多い女性ダイバーには勧められる。
シリコンシールはラテックスシールよりも更に水密性に優れるだけでなく、ドライスーツ本体に接着や縫製で取り付けられていないので万一の破損（破れ）が起きた際にも予備シールに簡単に（ユーザー自ら）交換することが可能である。

### ブーツ
上述したように、潜水用のスーツでは他の部分と接着し一体化したものも多い。別部材として製作した長靴状のものが多く用いられる。フィンキックに伴う繰り返し応力により、特に甲の部分に劣化とそれに伴う浸水が生じやすく、シールと並び交換が必要になる頻度が高い。一部のドライスーツにはブーツではなく、ソックスが着いていて、上から普通のマリンブーツ又は専用ブーツを履いた後にフィンを履く。ブーツに比べると扱いに注意が必要ではあるが、スーツが軽量・コンパクトになる利点もあり、全部を裏返しにして洗うことも容易になる。

## アクセサリ

### インナーウェア
保温やスクイズの軽減を目的に、ドライスーツの内部に着用する衣服である。
ネオプレンスーツの場合、発泡クロロプレン生地自体にある程度の断熱性があるため、比較的薄手のインナーウェアで十分な場合が多く、ドライスーツのインナーウェア専用ではない、フリースやジャージが用いられることも多い。
一方シェルスーツの場合、生地の断熱性は一般に不十分であり、ダイバーの体温保持はインナーウェアに依存することになる。そのため、潜水する水温に応じ適切な断熱性を有する、多くの場合は専用のインナーウェアが着用される。
登山時の下着と同様、綿素材のインナーウェアは、吸汗に伴い断熱性が著しく低下することから好ましくない。また、インナーウェアを着用しないことや、素肌が露出するインナーウェアは、汗の成分をドライスーツ内部に多量に残存させ、頻繁なクリーニングの必要を生じさせることから推奨されない。

### 中圧ホース
吸気バルブとレギュレーターを接続するためのホースである。取り回しの関係から、一般にBCD用のものよりも若干長いものが使われることが多い。吸気バルブ側の形状に合致したカップリングのものを選択する必要がある。

### アンクルウェイト
足首に装着する５００ｇ～１ｋｇ程度の内部に鉛の散弾が詰められた柔軟なウェイトで、目的はウェイトの分散、下半身の安定(主に吹き上げ防止)である。両足首にフットバルブがある場合には、吹き上げを起こしにくいため、必要性は下がるが、ウェイトの分散という意味からも不要になるというわけではない。

### チェストウェイト（ウェイトベスト）
ドライスーツを着用する場合、ウエイト量は一般に多くなることから、腰への負担や、潜水中の意図しないリリースによる急浮上のリスクを軽減するため、通常のウエイト用ベルトに加え、ベスト型のウェイトを併用（ウェイトを分散）することが望ましい。
なお、必要な場合はウェイトを分割して投棄できる機能を有するウェイトベストあるいはこのような機能を有するBCDを用いる場合は、全てのウェイトをそこに集中させ、ウエイト用のベルトを用いないこともある。

### オプション排気バルブ
基本的にドライスーツ注文時の追加機能で、リストバルブとフットバルブがある。リストバルブは左右どちらかの手首付近に装着するバルブで、排気が容易になる。フットバルブは両足首に装着するバルブで、ヘッドファースト潜降が容易にでき、危険な吹き上げトラブルを防ぐ効果がある。両者とも、排気しないようにワンタッチでロックすることもできる。

### グローブ
低水温の際に着用されるというドライスーツの性質から、保温性の高い発泡クロロプレン生地製のものが多く用いられる。また特に水温の低い場合、また汚染水域用として、水密性のリングを用い袖口に取り付けることでスーツ本体と一体化し、内部に水が浸入しないドライグローブと呼ばれるものもある。

### フード
ドライスーツが用いられる程度の水温ではフードの着用は必須である。通常は、ウェットスーツ着用時に用いるものと同様の、スーツ本体とは別仕立ての発泡クロロプレン生地製のものが用いられるが、特に水温が低い場合や汚染水域用には、ドライスーツ本体に接合し、首元からの水の浸入をなくしたものも用いられる。汚染水域用としてはさらに、表面が平滑で汚染の除去が容易な、ラテックス製やゴム製のフードが用いられることもある。

### ピーバルブ
ドライスーツを着用したまま尿を排泄するための装置である。潜水時間の長いテクニカルダイビングではよく用いられるが、リクエーショナルダイビングで用いられることはあまりない。スーツの内外を連絡するためのポートと、受尿器とポートを接続するためのホース、外部の水の逆流を防ぐための逆流防止バルブと、ホース内外の圧力を均等化し、ホースのスクイズを防ぐための一方通行バルブからなる。尿は受尿器→ホース→逆流防止バルブ→ポートを経てスーツの外部に放出される。受尿器としては、外陰部を覆うように装着する専用のアダプタを用いる。なお、スーツへの加工が不要であり、また入手性に優れる点から、ピーバルブに代わり紙おむつが用いられることも多い。

### フィン
ブーツサイズ及び厚みの関係でウェットスーツ着用時とフィンを共用できない場合も少なくない。したがって、多くのダイバーがフィンを使い分けており、ドライスーツに適したフィンも市販されている。